# Фіона Долмен
Фіона Долмен (англ. Fiona Dolman; нар. 30 січня 1970, Фіндгорн, Морей, Шотландія, Велика Британія) — шотландська кіно, теле та театральна акторка, найбільш відома за ролями Джекі Бредлі у телесеріалі «Серцебиття» та Сари Барнабі у телесеріалі «Суто англійські вбивства».

## Життєпис
Фіона Долмен народилася 30 січня 1970 року в містечку Фіндгорн, Морей, Шотландія, в сім'ї Ґордона, військовослужбовця Повітряних сили Великої Британії та Розмарі Долменів. 
У 15 років Фіона Долмен разом з сім'є переїхала в Гібралтару, куди її батька було переведено служити. Займалася віндсерфінґом, виборола нагороди на чемпіонаті Гібралтару серед жінок з цього виду спорту в 16 та 17 річному віці.

## Особисте життя
1995 року Фіона Долмен познайомилась кінорежисером Мартіном Карром, працюючи над телесеріалом «Ударний загін». У 2000 році вони одружилися, а в 2012 році розлучилися. 
У Фіони є дочка Меделін Шарлотта Долмен (нар. 2013)

## Фільмографія
| Рік       |    | Українська назва         | Оригінальна назва          | Роль                                          |
| --------- | -- | ------------------------ | -------------------------- | --------------------------------------------- |
| 2016      | с  | У клубі                  | In the Club                | Ленґфорд                                      |
| 2013      | с  | Демони Да Вінчі          | Da Vinci's Demons          | Анна Донаті                                   |
| 2013      | с  | Синдикат                 | The Syndicate              | Глівз                                         |
| 2010      | ф  | Шлях до вічного життя    | Ways to Live Forever       | Джиліян                                       |
| 2010      | с  | Ватерлоу-роуд            | Waterloo Road              | Ніколс                                        |
| 2009      | с  | Парадокс                 | Paradox                    | Лорен Фелпз                                   |
| 2009      | с  | Вулиця коронації         | Coronation Street          | адвокатка                                     |
| 2007      | с  | Діамант Ґізер            | Diamond Geezer             | Міллз                                         |
| 2006      | кф | Знову в море             | To the Sea Again           | Елеонора                                      |
| 2003—2009 | с  | Голбі-Сіті               | Holby City                 | Амалія Віттам / Френсіс Нуґент / Піппа Баррат |
| 1998      | с  | Ультрафіолет             | Ultraviolet                | Френсіс                                       |
| 1998—2019 | с  | Суто англійські вбивства | Midsomer Murders           | Сара Барнабі                                  |
| 1998      | с  | Таємниці Рут Ренделл     | The Ruth Rendell Mysteries | Елла                                          |
| 1998—2001 | с  | Серцебиття               | Heartbeat                  | Джекі Бредлі / Джекі Ламбер                   |
| 1997—2009 | с  | Білл                     | The Bill                   | Кім Бредбері / Белінда Роджерс / Тесса Ґаннон |
| 1997      | с  | Стук                     | The Knock                  | Анна Ранслі                                   |
| 1997      | с  | Дотик морозу             | A Touch of Frost           | Фіона                                         |
| 1993      | с  | Кримінальні історії      | Crime Story                | Джулі Маґфорд                                 |
| 1995      | с  | Ударний загін            | Strike Force               | Сара Кейт                                     |

## Премії та номінації
| Рік  | Нагорода       | Категорія                               | Робота                     | Результат |
| ---- | -------------- | --------------------------------------- | -------------------------- | --------- |
| 2012 | «Золота німфа» | Найкраща акторка у драматичному серіалі | «Суто англійські вбивства» | Номінація |